# Baráth Miklós
Baráth Miklós (Tirol, 1690 – Buda, 1762. július 27.) Ferences rendi szerzetes.

## Élete
1711-ben lépett a szerzetbe; a noviciátust Pozsonyban végezve 1714-ben misés pappá szentelték. A magyar nyelvet megtanulva, Lorant családi nevét Baráth-ra változtatta. 1717-től több hazai rendházban tevékenykedett általános hitszónokként.

## Művei
Kézirati munkáját a pozsonyi rendházban őrzik: Via lactea (Jaurini. 1757. 8r. 161. lap) és toldalékaként: De magna dignitate et honore sacerdotum 30 l.